# Pillersdorfsche Verfassung
Die Pillersdorfsche Verfassung, von Franz von Pillersdorf ausgearbeitet und nach ihm benannt, ist die erste österreichische Verfassung, die auf dem Prinzip des Frühkonstitutionalismus beruht. Sie wurde am 25. April 1848 erlassen, aber bereits am 16. Mai desselben Jahres durch eine Verfassungsnovelle zum Provisorium erklärt.
Sie war nur für die sogenannten Erblande bestimmt und galt aufgrund der Revolution von 1848/1849 im Kaisertum Österreich aber nicht für das Königreich Ungarn und die italienischen Gebiete. Die Pillersdorfsche Verfassung wurde von den liberalen Kräften als zu wenig demokratisch abgelehnt. Nach der Überbringung einer „Sturmpetition“ der Nationalgarden, Arbeiter und Studenten in Wien wurde durch kaiserliche Proklamation am 16. Mai 1848 diese Verfassung als provisorisch erklärt (mit Zusage des allgemeinen und gleichen Wahlrechts) und im Juli schließlich ganz zurückgenommen.

## Vorgeschichte
Nachdem die französische Februarrevolution Unruhen in Mailand, Prag sowie die Ungarische Revolution 1848/1849 auslöste, griffen die Unruhen schließlich am 13. März 1848 auf Wien über. An diesem Tag musste Staatskanzler Metternich unter dem Druck der Verhältnisse zurücktreten und floh nach Großbritannien. Am 15. März kam es unter Druck der Märzrevolution zur Aufhebung der Zensur sowie zur kaiserlichen Zusage einer Verfassung. Des Weiteren wurden die akademischen Grundrechte (Lehr- und Lernfreiheit) garantiert und die Dispenspflicht des Toleranzpatents aufgehoben. Am 21. März 1848 nannte die Wiener Zeitung, das amtliche Verlautbarungsorgan, Graf Franz Anton von Kolowrat-Liebsteinsky als Ministerpräsidenten; als Innenminister fungierte interimistisch Pillersdorf, der im Mai selbst provisorischer Ministerpräsident wurde; sein Ministerium übernahm die Kompetenzen der Vereinigten Hofkanzlei, der Pillersdorf vorgestanden war. Vertrauensmänner der Stände  (sog. Ständische Zentralausschuß) und die Regierung arbeiteten unter der Federführung von Innenminister Pillersdorf gemeinsam eine Verfassung aus. Diese „Verfassungsurkunde des österreichischen Kaiserstaates“ trat am 25. April 1848 (PGS 49) in Kraft. Als Vorbild dienten die Verfassungen der deutschen Staaten sowie Belgiens von 1830.

## Bestandteile
Die Verfassung sah eine Zusammenfassung aller Länder diesseits der Leitha zu einer konstitutionellen Monarchie „Österreichischer Kaiserstaat“ vor. Ungarn war von der Pillersdorfschen Verfassung ausgenommen, da Kaiser Ferdinand bereits am 11. April die vom ungarischen Reichstag beschlossenen 31 Gesetzesartikel und Reformen als Verfassung anerkannte und somit Ungarn nur noch in Personalunion mit den übrigen Teilen der Monarchie verbunden war. Das am 8. April gegenüber Böhmen abgegebene Versprechen einer eigenen Verfassung wurde hingegen nie eingelöst. Es bestand lediglich ein internes Handschreiben des Kaisers mit dem Verfassungsversprechen an Minister Pillersdorf, das die Tschechen in ihre böhmische Provinzialgesetzsammlung aufnahmen und es Böhmische Charta nannten.
Als Volksvertretung sah sie ein Zweikammersystem vor: 
- Senat
  - Prinzen des Hauses, welche das 24. Lebensjahr vollendet haben
  - vom Kaiser ernannte Minister
  - gewählte Großgrundbesitzer
- Kammer der Abgeordneten 
  - bestand aus 383 Mitgliedern, die vom Volk gewählt wurden

Dieses Parlament hatte kein Selbstversammlungsrecht, dafür aber das Recht zur Gesetzesinitiative und war zusammen mit dem Kaiser an der Gesetzgebung beteiligt.
Wählen durften alle großjährigen Männer (welche das 24. Lebensjahr vollendet haben) ausgenommen Dienstboten, Fürsorgeempfänger und Arbeiter gegen Tages- und Wochenlohn.
Träger der Staatsgewalt war der Kaiser, seine Anordnungen mussten jedoch von einem verantwortlichen Minister gegengezeichnet werden. Der Kaiser sollte allerdings ein absolutes Vetorecht gegen die Beschlüsse dieses Parlaments besitzen. 
Um weitere Aufstände zu verhindern, fühlte sich der Kaiser daran gebunden. 
Die Gerichtsbarkeit war durch unabhängige Gerichte gegeben. Verfahren waren öffentlich und mündlich, in Strafprozessen musste ein Schwurgericht einberufen werden.
Die Verfassung beinhaltete unter anderem auch einen Grundrechtskatalog, was damals als ziemlich fortgeschritten galt. Dieses unterschied zwischen Menschenrechten und Staatsbürgerrechten, die als Staatszielbestimmungen galten (so z. B. Schutz von Gleichheit und Freiheit, Glauben und Gewissen sowie des Eigentums).
Der Föderalismus hingegen war noch immer schwach ausgeprägt. So gab es noch immer Landstände, die kein eigenes Gesetzgebungsrecht besaßen und an dem des Gesamtstaates auch nicht teilnahmen. Sie hatten lediglich die „Wahrnehmung der Provinzialinteressen“ (§ 54) zur Aufgabe und hatten den Reichstag über „zeitgemäße Änderungen der bisherigen Verfassung und über die Grundentlastung Vorschläge zu erstatten“ (§ 55). Die Verfassung sah außerdem „Kreise mit Municipaleinrichtungen“ (§ 56) und „Gemeindeverfassungen“ (§ 57) vor.

## Folgen
Am 9. Mai 1848 wurde eine Provisorische Wahlordnung erlassen. Diese sah zwar ein gleiches, aber ein durch Wahlmänner auszuübendes Wahlrecht vor. Zahlreiche Bevölkerungsgruppen waren vom Wahlrecht ausgeschlossen: Tag- und Wochenlöhner, Empfänger von Wohltätigkeitsunterstützungen sowie Dienstboten. Ihnen kam kein Wahlrecht zu, woraufhin diese restriktiven Bestimmungen zur Mairevolution im Mai 1848 führten. Da die Revolution äußerst gewaltsam verlief, sah sich der Kaiser gezwungen, die sogenannten Mai-Novellen zu erlassen. Der Senat wurde aufgelöst, sodass für den Reichstag allein die gewählte Kammer vorgesehen war. Die am 30. Mai erlassene Wahlordnung führte ein allgemeines und gleiches (Frauen waren aber weiterhin ausgeschlossen) Wahlrecht ein. Die Verfassung hatte durch die Mai-Novelle fortan einen lediglich provisorischen Charakter.
Im Juni 1848 fanden auf diesen Grundlagen die Wahlen zum Reichstag statt. Wegen der Oktoberrevolution war Kaiser Ferdinand aber dazu verpflichtet, nach Olmütz zu fliehen, während der Reichstag nach Kremsier verlegt wurde. Der Reichstag erarbeitete eine neue Verfassung unter Festschreibung der Volkssouveränität („Kremsierer Entwurf“). Kaiser Franz Joseph I. war allerdings nicht dazu bereit, auf die liberalen Forderungen des Kremsierer Reichstages einzugehen. Er löste den Reichstag am 4. März 1849 auf. Am selben Tag erließ er eine neue Verfassung (oktroyierte Verfassung) und ein Grundrechtspatent. Beide Dokumente wurden aber mit den Silvesterpatenten 1851 wieder aufgehoben.